# カンムリウミスズメ
カンムリウミスズメ（冠海雀、Synthliboramphus wumizusume）は、鳥綱チドリ目ウミスズメ科ウミスズメ属に分類される鳥類。

## 分布
大韓民国南部、日本
非繁殖期に十勝沖や霧多布沖・羅臼沖などで観察例があり、繁殖期になると南下すると考えられている。日本では石川県・福岡県・宮崎県・山口県・伊豆半島・伊豆諸島・駿河湾・伊勢湾・若狭湾などで繁殖例がある。日本国内では最北の繁殖地は七ツ島、最南の繁殖地は鳥島、最大の繁殖地は枇榔島。大韓民国では、全羅南道九屈諸島で繁殖例がある。

## 形態
全長24 - 25センチメートル。翼長12.3センチメートル。体重164グラム。喉の黒色部は、ウミスズメと比較すると小型。体の上面が青灰黒色で、下面は白い。
嘴はウミスズメと比較するとより長く、色彩は青灰色。
夏羽は頭頂の羽毛が3 - 5センチメートルまで伸長（冠羽）し、和名の由来になっている。

## 生態
沿岸や沖合に生息する。冬場は沖合に多く生息し、沿岸からは少なくなる。繁殖期以外は海上で生活する。
潜水して、主に魚類を食べる。甲殻類やプランクトンも食べる。
繁殖様式は卵生。ウミスズメ属では本種のみ暖流域で繁殖する。12月に繁殖地に飛来し、岩礁海岸の断崖や斜面などに集団で営巣する。岩の隙間や割れ目・草原にの間などに、3 - 4月上旬に1個の卵を1週間の間隔を空け2回に分けて産む。卵は親鳥の体重の22%の重さでかなり大きい。2日ごとに雌雄交代で抱卵し、抱卵期間は1か月。雛は2羽がほぼ同時に孵化し、孵化してから1 - 2日で巣立つ。雛は親に呼ばれ、崖を転がり落ち海へ向かう。怪我の心配もあるが雛は体重が軽く毛が、たくさんはえておりこの毛がクッションの代わりをし、岩にぶつかっても大丈夫だという。

## 人間との関係
種小名wumizusumeはウミスズメの誤記。
ネズミ類やカラス類などによる捕食により生息数が減少している。釣り人などの海洋レジャーによる、繁殖地への上陸および破壊によっても生息数が減少している。投棄されたゴミに捕食者が誘引・増加するという問題もある。漁業での刺し網による混獲などでも、生息数は減少している。過去には卵も含めた採集や狩猟によっても、生息数が減少した。油流出による影響も懸念されている。日本では国の天然記念物に指定され、多くの繁殖地が国の鳥獣保護区に指定されている。
絶滅危惧II類 (VU)（環境省レッドリスト）